# 木川信号所
木川信号所（モクチョンしんごうしょ）は、大韓民国全北特別自治道益山市にある韓国鉄道公社（KORAIL）長項線の信号所である。

## 路線
- 韓国鉄道公社
  - 長項線

## 歴史
- 2020年11月24日 - 開業[1]。

## 隣の駅
韓国鉄道公社
長項線
大野駅 - 木川信号所 - 益山駅